# 节约湖
节约湖是一个位于中国青海省治多县的湖泊，面积约为40平方千米。